# Schöllkrippen
Schöllkrippen là một phố chợ nằm ở huyện Aschaffenburg thuộc vùng hành chính Unterfranken, bang Bayern, Đức. Nơi đây đặt trụ sở Verwaltungsgemeinschaft (hiệp hội đô thị) của Schöllkrippen và có dân số khoảng 4.300 người (2020).